# Мітяєв Олександр Панасович
Олександр Панасович Мітяєв або просто Саша Мітяєв (ісп. Alexander Mitjaew Panasewitsch / Sasha Mitjaew; нар. 18 березня 1946, СРСР) — колишній чилійський футбольний тренер російсько-українського походження.

## Кар'єра тренера
Мав тривалу кар'єру в Чилі, яку розпочав свою кар'єру в команді «Уніон Ла-Калера» в Прімера Дивізіоні Чилі 1974 року, де раніше працював тренером з фізичної підготовки й став наймолодшим тренером в історії чилійського вищого дивізіону.
У вищому дивізіоні чилі також очолював «Кокімбо Унідо», «Аудакс Італьяно», «Палестіно», «Наваль де Талькахуано», «Рейнджерс», «Депортес Консепсьйон» та «Депортес Ла-Серена».
У другому дивізіоні чилі тренував «Сан-Антоніо Унідо», «Трасандіно», «Депортес Лінарес», «Рейнджерс», «Аудакс Італьяно» та «Сантьяго Морнінг».
За кордоном у 2002-2003 році очолював болівійський клуб «Маріскаль Браун». Він рекомендував для «Універсідада де Чилі» трьох гравців з болівійського чемпіонату, які зрештою не підписали контракт з клубом: Клемільсона да Сілву, Хайме Кардосо та Алекса да Рошу.

## Політична кар'єра
Відданий спорту, Мітьяев був кандидатом у депутати від 18-го округу, до якого входили такі міста, як Лінарес, Каукенес, Парраль та інші, за підтримки партії «País» на виборах 2017 року.

## Особисте життя
Народився в Радянському Союзі, до Чилі потрапив у 5-річному віці на борту корабля. Батько — росіянин, а мати — українка.
Згідно з його офіційним посвідченням особи, народився у 1946 році, але сам він заявляє, що це було у 1948 році.
Закінчив навчання за спеціальністю «Фізологія фізичних вправ», отримав ступінь доктора філософії з фізіології фізичних вправ у Росії та ступінь зі спортивної психології в Іспанії.